# Епітеліальні натрієві канали
Натрієві канали — трансмембранні білки, що проводять іони Li, Na і протони. Вони постійно активні і, ймовірно, є одними з найбільш виборчих іонних каналів. Натрієві канали перебувають на апікальних ділянках мембран клітин епітелію. Вони грають важливу роль в підтримці водно-сольового балансу в організмі, у хребетних контролюють зворотне всмоктування натрію в нирках, прямій кишці, легенях, потових залозах тощо. Також беруть участь у смакових відчуттях.
Білок складається з трьох різних субодиниць. Судячи з усього, він є гетеротримірним білком, схожим на досліджений кислотний іонний канал, і належить до того ж типу. Кожна з субодиниць складається з двох прохідних крізь мембрану спіралей і позаклітинної петлі. N- і C-кінці всіх поліпептидних ланцюжків знаходяться в цитоплазмі. Зазвичай білки, що належать до цього типу, складаються з 510—920 амінокислотних залишків і зроблені з трансмембранних сегментів, внутрішньоклітинних ділянок, великих позаклітинних петель і внутрішньоклітинного «хвоста».